# Medical Logic Modules
Medical Logic Module (MLM, engl. für Medizinisches Logisches Modul) sind kleine austauschbare Wissensbausteine, die medizinisches Wissen beinhalten. Ziel bei der Entwicklung dieser Module war es, medizinisches Wissen in einer Form zu repräsentieren, in der es in verschiedene klinische Umgebungen eingebunden werden kann. Ihren Ursprung haben MLMs in dem HELP System aus Salt Lake City und dem CARE System aus Indianapolis.
MLMs werden in der Arden-Syntax geschrieben, die speziell für die MLMs entworfen wurde.